# 도도로키역 (아오모리현)
도도로키역(일본어: 驫木駅)은 일본 아오모리현 니시쓰가루군 후카우라정에 위치한 동일본 여객철도 고노 선의 철도역이다. 단선 승강장 1면 1선의 구조를 갖춘 지상역이다.

## 역 주변
- 국도 제101호선
- 도도로키 어항

## 역사
- 1934년 12월 13일 : 개업.
- 1987년 4월 1일 : 일본국유철도 분할 민영화에 의해, 동일본 여객철도가 승계.
- 2008년 12월 : 역사 개·보수 공사 완료.
- 2010년 4월 1일 : 후카우라역으로부터 고쇼가와라 역으로 관리역 변경.

## 인접 역
| 동일본 여객철도 고노 선    | 동일본 여객철도 고노 선 | 동일본 여객철도 고노 선 |
| -------------------------- | ----------------------- | ----------------------- |
| 오이라세 히가시노시로 방면 | 고노 선                 | 가소세 가와베 방면      |